# Viserion (dragón)
Viserion es un dragón que aparece en la serie de novelas Canción de hielo y fuego, de George R. R. Martin. Nació de un huevo milenario y fue criado por Daenerys Targaryen junto con sus dos hermanos Drogon y Rhaegal. Se le puso ese nombre en memoria del difunto Viserys Targaryen.

## Descripción
Viserion es descrito como el más cariñoso y mimado de los tres dragones, también el más confiado. Sus escamas son de color crema, duras y fuertes. Sus cuernos, huesos de las alas y columna vertebral son de color dorado, al igual que sus ojos. Su llama es de color oro pálido plagado de rojo y naranja. Se dice además que su rugido puede espantar a un centenar de leones. Sus dientes son de color negro brillante.

## Historia
En la boda de Daenerys Targaryen y el dothraki Khal Drogo, el mercader de Pentos, Illyrio Mopatis, le regala a Daenerys tres huevos de dragón petrificados como regalo de bodas.
La bruja Mirri Maz Duur le dice a Daenerys que para crear vida se debía entregar vida. Cuando la bruja, en venganza por la masacre de su pueblo, mata al hijo de Daenerys, Rhaegal, esta la quema viva en una pira junto con el cuerpo del fallecido Khal Drogo y los tres huevos de dragón, para después entrar ella misma en el fuego. Al día siguiente Daenerys sale ilesa y con los tres dragones nacidos. Desde entonces es llamada como la "Madre de Dragones".
Cuando arriban a la ciudad de Qarth, la gente queda impresionada por los tres dragones. Poco después, Viserion y sus hermanos son secuestrados por los Eternos, brujos de la ciudad. Daenerys decide rescatar a sus "hijos" entrando en la Casa de los Eternos. Cuando Daenerys es atacada por los Eternos, Viserion y sus hermanos defienden a su "madre" permitiendo así que todos puedan escapar y dañando la estructura al mismo tiempo.
En la Bahía de los Esclavos, Irri libera a Viserion para que ataque a los esclavistas, después de que Daenerys comprara a los Inmaculados y los alzara contra sus antiguos amos. Viserion también le coge cariño a Ben Plumm y en algunas ocasiones se posa sobre su hombro; éste afirma tener ascendencia Targaryen.
Mientras tanto, en Poniente y otras regiones del mundo, empiezan a llegar historias sobre los dragones y una hermosa y joven reina.
Los dragones empiezan a crecer salvajes y comportarse mal. Viserion incendia el tokar de Reznak mo Reznak. Se descubre también que Viserion y Drogon han estado peleando entre sí.
Cuando Drogon supuestamente mata y se come a una niña llamada Hazzea. Daenerys hace que Viserion y Rhaegal sean encadenados y encerrados en una bóveda bajo la ciudad. Daenerys lleva por sí misma a Viserion. Este queda dormido después de saciar su apetito. Más tarde Daenerys es escoltada por Ser Barristan Selmy a la fosa de la Gran Pirámide para visitar a los dragones. Ella recuerda que no hace mucho tiempo lo había llevado en su hombro, y que lo había alimentado con carne chamuscada de su propia mano. Después, al hablar con Daario Naharis, cree que él y Rhaegal están creciendo más salvajes cada día. 
Cuando Daenerys lleva al príncipe Quentyn Martell a ver a sus dragones se da cuenta de que Viserion ha roto una cadena y fundido las otras. Luego de que Daenerys desaparece a lomos de Drogon, el príncipe de dorn intenta dominar a Viserion pero Rhaegal lo incinera.
Poco después, Viserion y Rhaegal escapan derritiendo las puertas de hierro. El dragón crea su madriguera en la pirámide de Uhlez. Algún tiempo después, Ser Barristan Selmy avista unas pálidas alas que se mueven por encima de las distantes colinas del este, más allá de las murallas de Meereen.

## Adaptación televisiva
En la serie Game of Thrones, Viserion es creado a través de CGI (Imagen generada por computadora).
En el sexto episodio de la séptima temporada, Viserion es asesinado con una lanza de hielo por el Rey de la Noche, hundiéndose en las frías aguas del lago congelado. Daenerys angustiada promete derrotar al ejército de muertos. Poco después el Rey de la Noche lo revive como espectro y lo convierte en su montura para fundir el Muro y avanzar hacia el sur.
En el tercer capítulo de la octava temporada, el ejército de los caminantes blancos ataca Invernalia, comandados por el Rey de la Noche volando a lomos de Viserion. 
Jon sobrevuela la batalla montado en Rhaegal y ataca al Rey de la Noche hasta que ambos caen de sus dragones, quedando Rhaegal muy malherido. 
En los compases finales del capítulo, Jon se enfrenta cara a cara con Viserion, el cual, estando preparado para escupir su fuego azul sobre Jon, cae inerte segundos después de que Arya clave su daga de acero valyrio en el pecho del Rey de la Noche, terminando con su vida.